# Новый путь (газета)
Новый путь — еженедельник, посвященный вопросам еврейской жизни, с точки зрения политической ориентации, издание левого толка. Выходил с 1916 до октября 1917 г. в Москве; редактор и издатель — С. С. Каган. В качестве главного редактора также упоминается «Трайнин Мовша Арон Нохумович — доцент, редактор газеты „Новый путь“», а в качестве «технического секретаря» издания фигурирует Лев Выгодский (Выготский). В издании печатались Оскар Грузенберг, Абрам Эфрос (статья о творчестве М. Шагала: «Новый путь», № 48-49, 1916), и многие другие.